# Feuerwehr in Russland

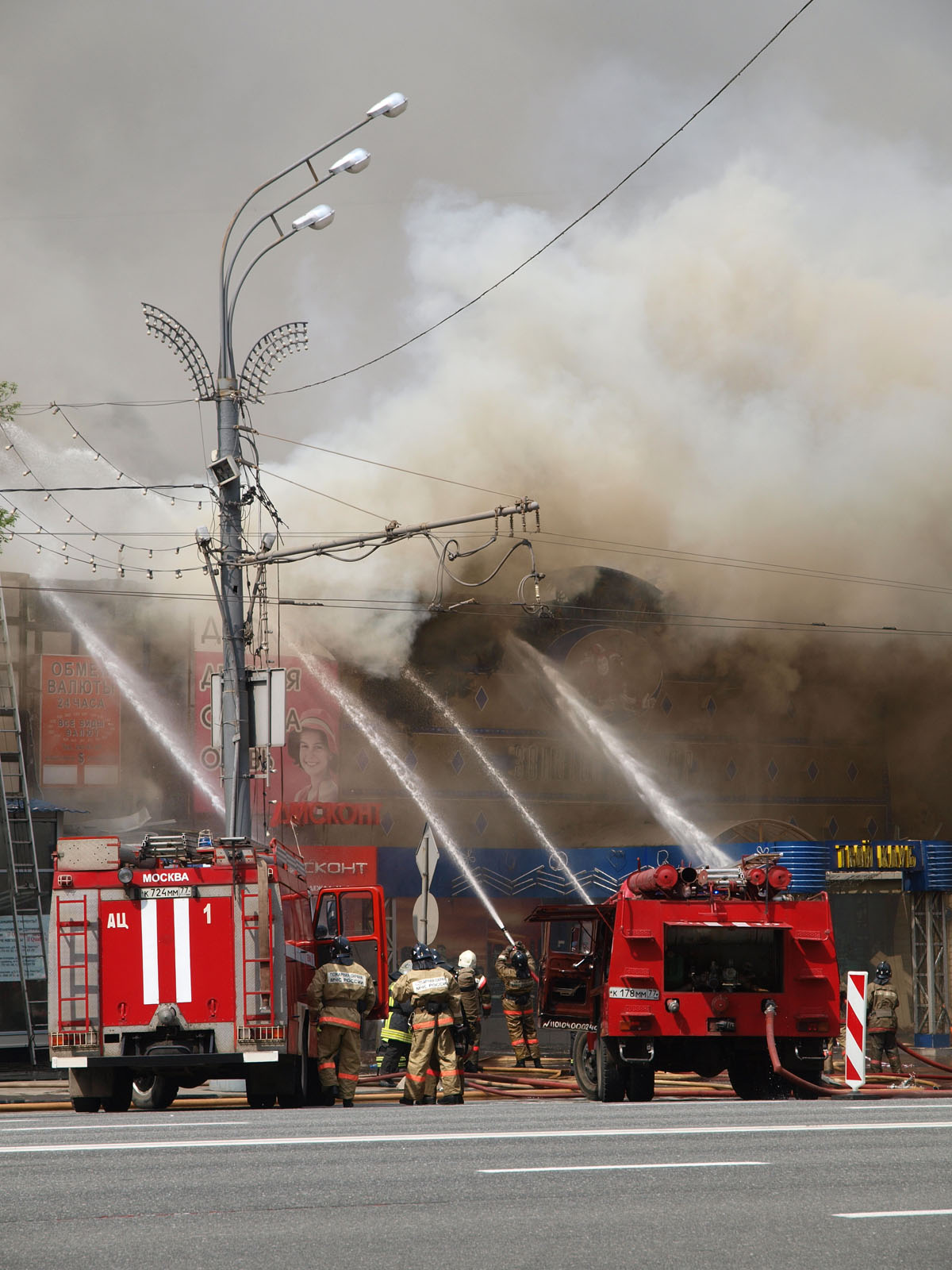
Brandbekämpfung in Moskau 2009

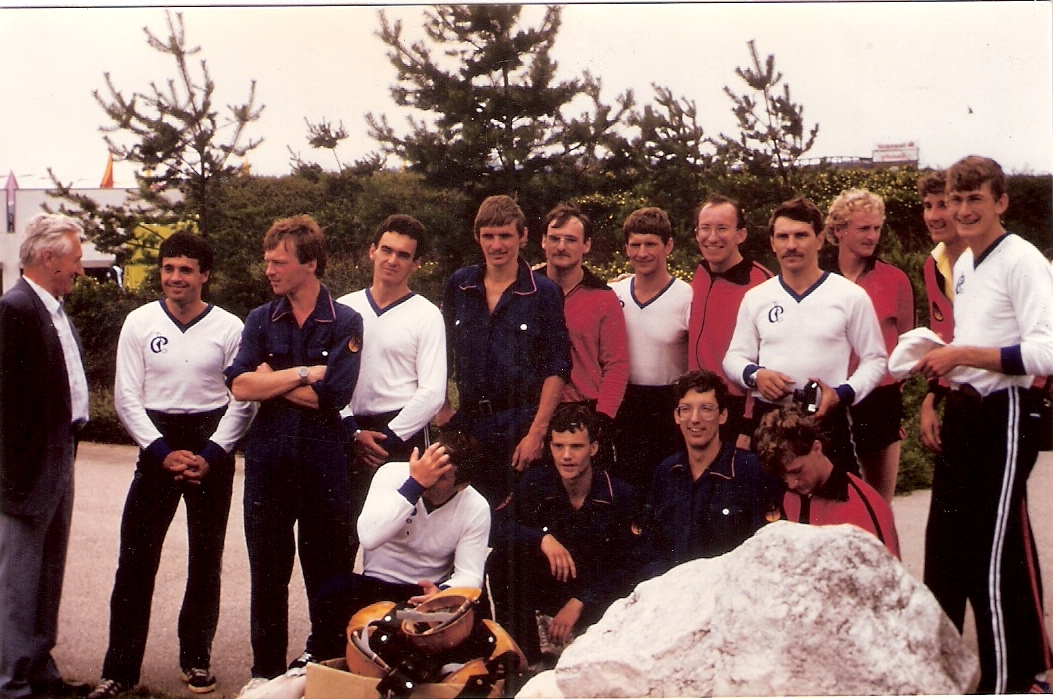
Sowjetische und westdeutsche Feuerwehrwettkämpfer bei der CTIF-Weltmeisterschaft 1985

Die Feuerwehr in Russland mit ihrer langen Tradition gehört zu den ersten Feuerwehren in Europa. Sie besteht aus 271.000 Berufsfeuerwehrleuten und über 956.000 freiwilligen Feuerwehrleuten.

## Allgemeines
In Russland bestehen 18.322 Feuerwachen und Feuerwehrhäuser, in denen 22.735 Löschfahrzeuge und 1.326 Drehleitern bzw. Teleskopmasten für Feuerwehreinsätze bereitstehen. Insgesamt sind 1.227.600 Personen, davon 271.000 Berufsfeuerwehrleute und 956.600 freiwillige Feuerwehrleute, im Feuerwehrwesen tätig. Der Frauenanteil beträgt 14 Prozent. In den Jugendfeuerwehren sind 262.354 Kinder und Jugendliche organisiert.
Die russischen Feuerwehren wurden im Jahr 2019 zu 1.161.581 Einsätzen alarmiert, dabei waren 471.426 Brände zu löschen. Hierbei wurden 8.559 Tote bei Bränden von den Feuerwehren geborgen und 9.461 Verletzte gerettet.

## Brandbekämpfung
Im Sommer 2021 standen seit Wochen die Wälder um das sibirische Jakutsk in Flammen. Für die Region war es der trockenste Sommer seit 150 Jahren mit einer Rekordhitze von 39 °C. Die Waldbrände befielen mehr als 1,5 Millionen Hektar der Taiga. In der Region mit knapp einer Million Menschen kämpften etwa 1000 Feuerwehrkräfte und Freiwillige gegen die Flammen. Sie schafften es gerade, Siedlungen, nicht aber die Wälder vor den Bränden zu schützen.

## Feuerwehrverband
Die russische Föderation für die Brandaufsicht Российская Федерация по пожарному надзору, die dem Ministerium für Notsituationen МЧС роии unterstellt ist, repräsentiert die russischen Feuerwehren mit ihren über 1,2 Millionen Feuerwehrangehörigen im Weltfeuerwehrverband CTIF (Comité technique international de prévention et d’extinction du feu) seit dessen Gründung am 16. August 1900 in Paris.
Die Feuerwehren Russlands beteiligten sich erfolgreich bei den alle vier Jahre durchgeführten Internationalen Feuerwehrwettbewerben des Feuerwehrweltverbandes CTIF (Feuerwehrolympiade) stets mit einer Nationalmannschaft der Berufsfeuerwehren. Bei den im Juli 1985 in Vöcklabruck/Österreich stattgefundenen VIII. Internationalen Feuerwehrwettkämpfen des CTIF kam es zu einer Begegnung zwischen der sowjetischen Mannschaft und der Sportwettkampfgruppe der Freiwilligen Feuerwehr aus dem hessischen Beselich-Obertiefenbach.

## CTIF-Verurteilung der russischen Invasion in der Ukraine
Anfang März 2022 verurteilte der Weltfeuerwehrverband CTIF die aktuellen aggressiven Militäraktionen gegen alle Menschen. Er forderte ferner alle seine russischen und belarussischen Mitglieder dazu auf, ihren beruflichen Einfluss auf ihre Regierungen geltend zu machen, um die Militäroperationen in der Ukraine einzustellen, und sie an Artikel 48 des Zusatzprotokolls zur Genfer Konvention von 1949 („Zivilisten und Ersthelfer zu respektieren und zu schützen“) zu erinnern.
Als Reaktion auf den andauernden bewaffneten Konflikt und die humanitäre Not in der Ukraine hat das CTIF-Exekutivkomitee beschlossen, bis auf weiteres jegliche Zusammenarbeit mit Mitgliedern der Russischen Föderation und Weißrusslands einzustellen.